# Onthophagus foliaceus
Onthophagus foliaceus là một loài bọ cánh cứng trong họ Bọ hung (Scarabaeidae).